# Distrito de Dahod
Dahod (en guyaratí; દાહોદ જિલ્લો ) es un distrito de India en el estado de Guyarat . Código ISO: IN.GJ.DA.
Comprende una superficie de 3646 km².
El centro administrativo es la ciudad de Dahod. Otra ciudad importante en el distrito es Jhalod.

## Demografía
Según censo 2011 contaba con una población total de 2 126 558 habitantes.